# Логістичний сервіс
Логісти́чний се́рвіс  — комплекс нематеріальних логістичних послуг, спрямованих на максимальне задоволення потреб споживачів в процесі управління матеріальними, фінансовими та інформаційними потоками.
Предметом логістичного сервісу є певний набір логістичних послуг.
Об'єктом логістичного сервісу виступають різноманітні споживачі матеріального потоку.
Логістичний сервіс може надаватися як, власне, фірмою—виробником продукції, так і спеціалізованим логістичним провайдером.

## Класифікація операцій логістичного обслуговування
1. За часом здійснення
- Передпродажні послуги — операції, спрямовані на формування попиту на логістичне обслуговування. Складається з визначення та планування політики фірми в сфері надання послуг ( консультації, демонстрації тощо).
- Логістичні послуги, що надаються у процесі реалізації. Направлені на забезпечення ефективного руху матеріальних потоків. До них відносять наявність необхідних запасів товарів на складах, виконання замовлення (підбір асортименту, упаковки, маркування, формування вантажних одиниць тощо), забезпечення надійності доставки та надання докладної інформації щодо проходження вантажів.
- Післяпродажні послуги - гарантійне обслуговування, розгляд претензій покупців та забезпечення можливого обміну продукції.

2. За змістом робіт
- Жорсткий сервіс - забезпечення працездатності при експлуатації товару.
- М'який сервіс - надання послуг, що сприяють підвищенню ефективності товару в конкретних умовах користувача.

3. По відношенню до користувача
- Прямий сервіс - комплекс послуг, що спрямований безпосередньо на користувача.
- Непрямий сервіс - послуги, що безпосередньо не стосуються користувача.

## Принципи логістичного сервісу
В основу сучасного логістичнорго сервісу покладені наступні принципи:
- Максимальна відповідність запитам і очікуванням споживачів
- Нерозривний зв'язок з основними принципами і задачами маркетингу
- Ринкова орієнтація сервісу, його гнучкість
- Постійне підвищення якості послуг, що надаються, їх оптимізація

## Критерії якості логістичного сервісу
1. Надійність поставки. Залежить від здатності постачальника дотримати вказані в договорі терміни.
2. Весь час від отримання замовлення до поставки партії товарів. Включає в себе час на оформлення замовлення, упаковку, відвантаження, доставку партії товарів тощо.
3. Гнучкість поставки. Здатність постачальника враховувати особливі побажання клієнтів, наприклад, змінювати спосіб транспортування замовлення, тару, упаковку, терміни поставки або скасовувати заявку на замовлення в цілому.

## Формування системи логістичного сервісу
За сучасних умов бізнесу дуже важливим є розуміння фірми, які саме логістичні послуги, якої якості та в якій кількості їй необхідно надавати своїм клієнтам. Споживач при виборі постачальника зважає на його конкурентоспроможність, тобто на асортимент та якість його послуг. З іншого боку, підвищення сервісу веде до збільшення витрат.
Отже, підприємству-постачальнику необхідно грамотно визначити стратегію логістичного обслуговування споживачів.
Формування системи логістичного сервісу на підприємстві складається з наступних кроків:
- Сегментація споживчого ринку. Вона може проводитися за географічним, гендерним, віковим принципом, за характером наданих послуг та ін..
- Визначення переліку найбільш важливих для споживачів послуг. Для цього можна провести різноманітні опитування клієнтів.
- Ранжування послуг та зосередження уваги на найважливіших для покупців .
- Визначення стандартів послуг, що надаються, у розрізі окремих сегментів.
- Визначення оптимального рівня сервісу. Визначається взаємозалежність між рівнем логістичного сервісу та вартістю послуг.
- Налагодження зворотнього зв'язку зі споживачами для повного розуміння їх потреб та запитів, реакції проведені зміни та вдосконалення.

Рівень логістичного сервісу, надійність обслуговування споживачів, загальні витрати, пов'язані з утриманням запасів, собівартість товару-послуги залежать від обраної фірмою-постачальником стратегії маркетингової логістики.